# Media24-Zentrum

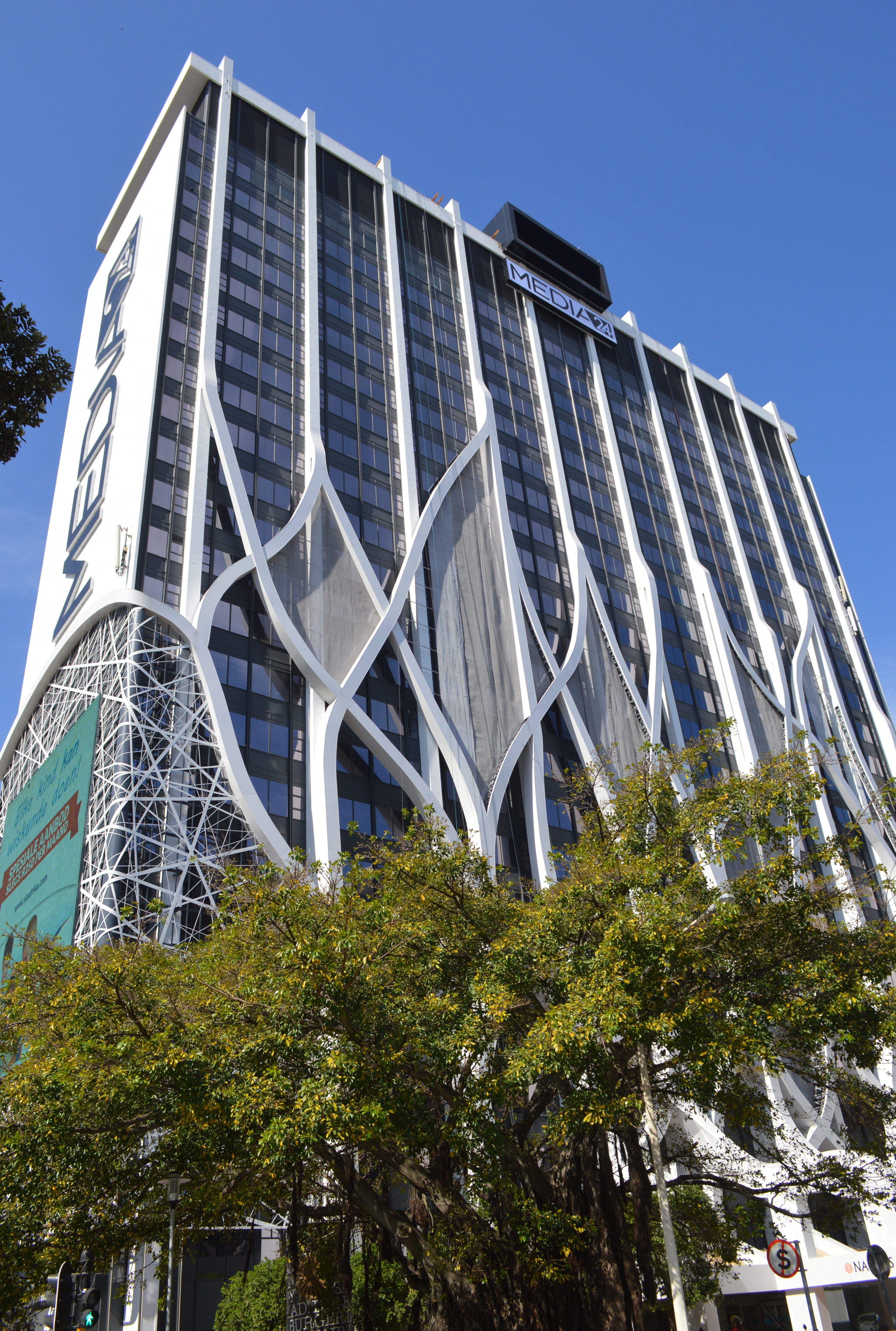
2015 wurde zum hundertjährigen Jubiläum von Die Burger die Fassade des Naspers-Zentrums saniert. Am 25. Juli desselben Jahres wurde das Gebäude umbenannt und ist jetzt als Media24-Zentrum bekannt.

Das Media24-Zentrum (englisch: Media24 Centre, afrikaans: Media24-Sentrum; bis 25. Juli 2015 als Naspers-Zentrum bekannt) ist ein 26-stöckiger Wolkenkratzer in Kapstadt, Südafrika. Das Gebäude befindet sich zwischen Heerengracht und D. F. Malanstraße.
Mit einer Höhe von 93 m ist das Zentrum das vierthöchste Gebäude in der Stadt (Stand 2015). Bei seiner Fertigstellung im Jahr 1962 war es das höchste Gebäude im Land und das vierthöchste Afrikas.

## Ansichten

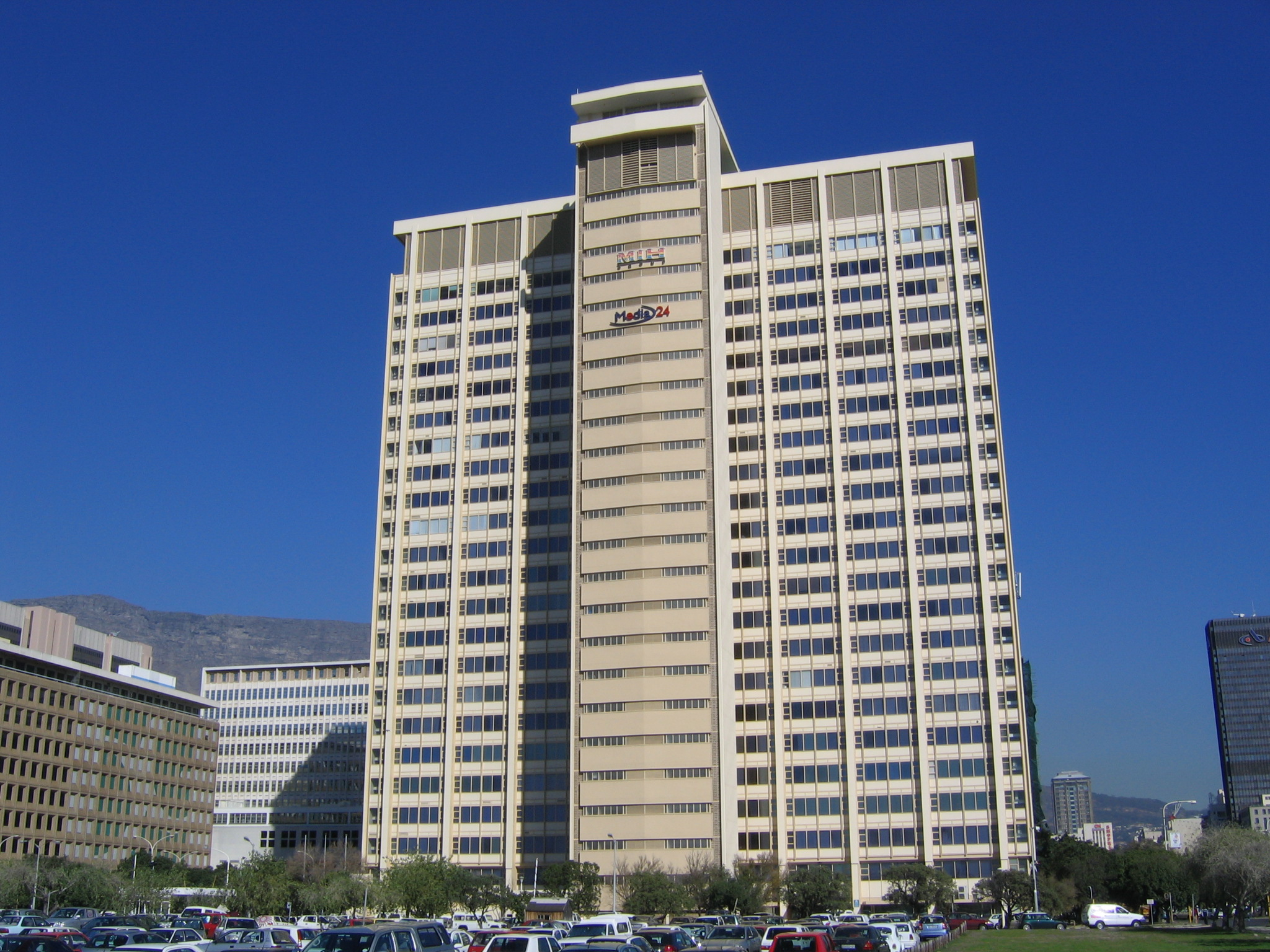
Das Naspers-Zentrum in Kapstadt vor der Sanierung und Umbenennung
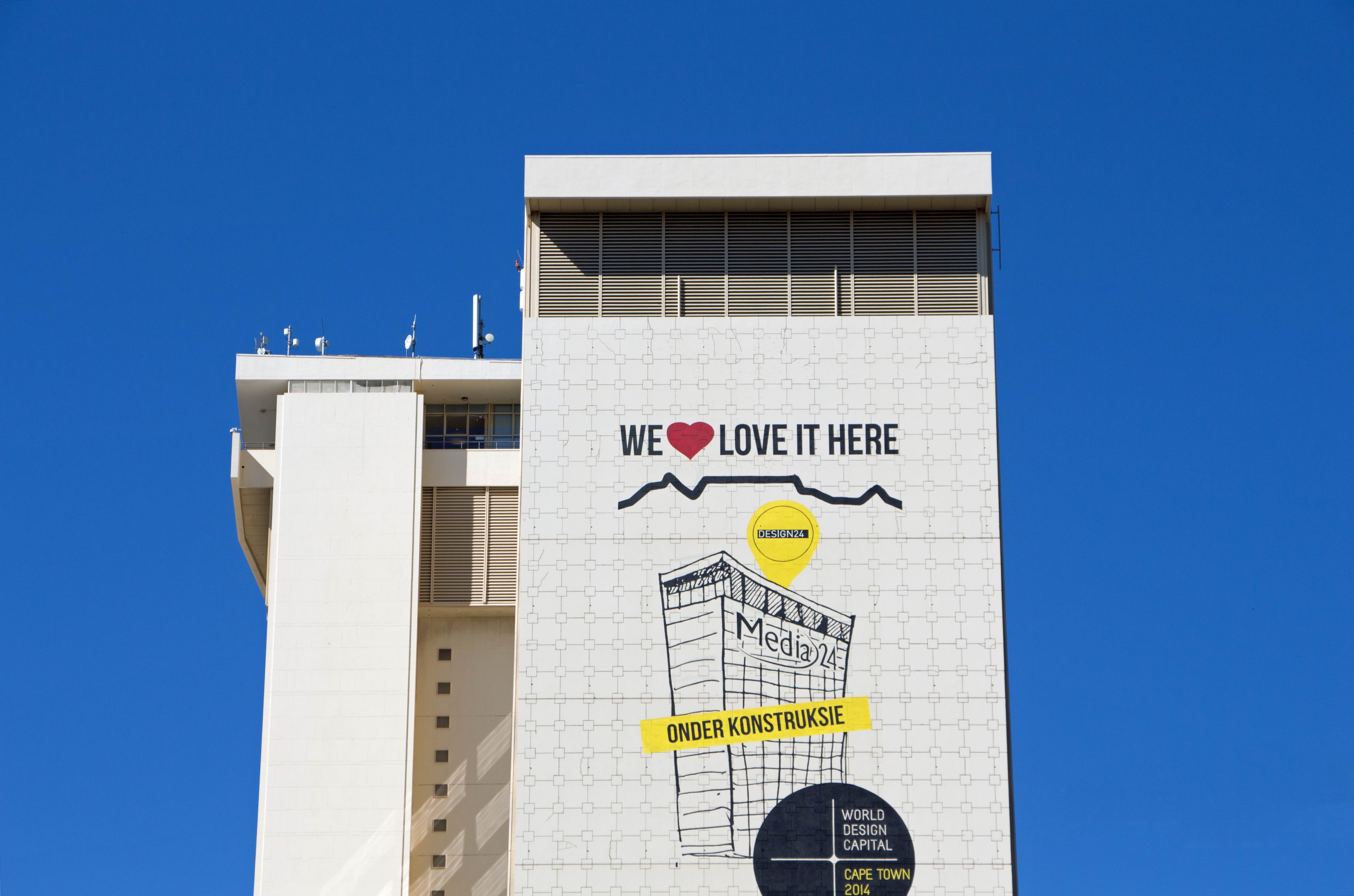
Seitenansicht des Gebäudes vor der Sanierung in 2015
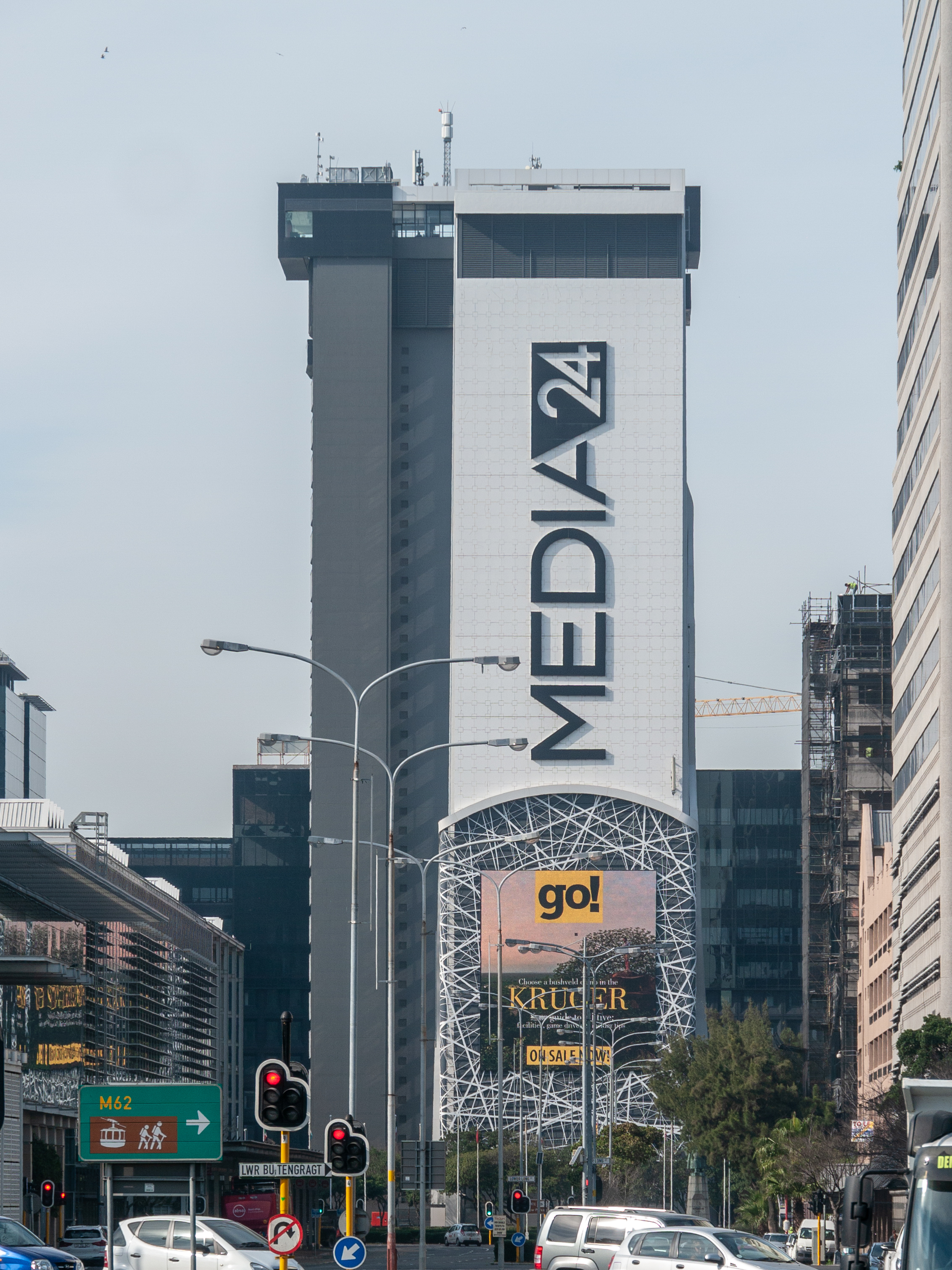
Die neue Fassade des Media24-Zentrums nach der Sanierung von 2015